# クレトイシ
クレトイシ株式会社は、東京都港区に本社を置き砥石や研磨布紙などの研磨材、研磨作業の際に必要となる安全衛生保護具などの製造を行う企業。
研削用砥石の国産化政策により砥石類の開発を始め、戦後はガラスやセラミックスなどの精密加工を行える商品を開発している。

## 主な製品
- 研磨材

砥石、研磨布紙、切削油、研削関連機器
- 安全衛生保護具

産業用ヘルメット、保護メガネ、ガスマスク、耳栓、保護手袋
- 建築材料

樹脂サッシ、外装材

## 沿革
- 1910年 - 広島県呉市で、日本初の人造砥石の製造を開始。
- 1916年 - 前身である東洋製砥合資会社が創設。
- 1919年 - 東洋製砥合資会社を解散し呉製砥所として創業。
- 1943年 - 株式会社に改組。
- 1961年 - 東京工場（茨城）を建設。
- 1965年 - クレトイシ株式会社に社名変更。
- 1970年 - 社団法人中小企業研究センターより表彰を受ける[2]。
- 1972年 - 子会社のクレノートン株式会社設立。
- 1981年 - 保護具の販売開始。
- 1985年 - 東京・浜松町に東京本社ビル完成。
- 1991年 - 研磨布紙の製造販売開始。
- 1994年 - 建材の輸入・製造販売開始。
- 2003年 - 台湾に子会社台湾呉砂輪股份有限公司を設立。
- 2008年 - クレノートンを吸収合併。
- 2012年 - 販売子会社である東日本クレトイシ販売株式会社、中部クレトイシ販売株式会社、西部クレトイシ販売株式会社、西日本クレトイシ販売株式会社を吸収合併。

## 事業所
- 東京本社 - 〒105-0013 東京都港区浜松町2-1-5
- 恵庭工場 - 〒061-1405 北海道恵庭市戸磯193-13
- 千葉工場 - 〒298-0106 千葉県いすみ市須賀谷74
- 国府工場 - 〒509-4104 岐阜県高山市国府町今515-4
- 呉工場 - 〒737-8518 広島県呉市吉浦新町2-3-20
- 風早配送センター - 〒739-2403 広島県東広島市安芸津町風早1098-2
- 恵庭出張所 - 〒061-1405 北海道恵庭市戸磯193-13
- 仙台営業所 - 〒984-0012 宮城県仙台市若林区六丁の目中町30-22
- 新潟出張所 - 〒940-2126 新潟県長岡市西津町3816-2
- 栃木営業所 - 〒329-0502 栃木県下野市下古山116-9
- 長野出張所 - 〒394-0083 長野県岡谷市長地柴宮3-4-10
- 東京営業所 - 〒105-0013 東京都港区浜松町2-1-5
- 千葉出張所 - 〒262-0012 千葉県千葉市花見川区千種町103-5
- 富山出張所 - 〒939-8204 富山県富山市根塚町2-2-1
- 浜松出張所 - 〒430-0803 静岡県浜松市中央区植松町262-1
- 豊田営業所 - 〒473-0904 愛知県豊田市中町中前11-1
- 名古屋営業所 - 〒458-0021 愛知県名古屋市緑区滝ノ水3-202
- 京滋出張所 - 〒520-3005 滋賀県栗東市御園945-3
- 大阪営業所 - 〒567-0036 大阪府茨木市上穂積4-5-39
- 和歌山出張所 - 〒640-8404 和歌山県和歌山市湊1850 住金和歌山製鉄所内
- 兵庫出張所 - 〒676-0803 兵庫県高砂市百合丘3-27-2
- 徳島出張所 - 〒779-0108 徳島県板野郡板野町犬伏字日ノ島24-4
- 東中国営業所 - 〒710-0253 岡山県倉敷市新倉敷駅前3-191
- 呉営業所 - 〒737-8518 広島県呉市吉浦新町2-3-20
- 安来出張所 - 〒692-0022 島根県安来市南十神町19-6
- 小倉営業所 - 〒803-0827 福岡県北九州市小倉北区緑ヶ丘3-6-20
- 海外営業部 - 〒105-0013 東京都港区浜松町2-1-5
- ソウル支店 - 大韓民国ソウル特別市江南区駅三洞837-11 UNION CENTER B/D 1204号
- 業務提携先検査部門（上海）

## 子会社
- 台湾呉砂輪股份有限公司
- KURE GRINDING WHEEL (THAILAND) Co.,Ltd.